# Argusia
Argusia là một chi thực vật thuộc họ Boraginaceae. Chi này có các loài sau (tuy nhiên danh sách này có thể chưa đủ):
- Argusia argentea, (L.f.) Heine
- Argusia gnaphalodes